# Кукин, Кирилл Афанасьевич
Кирилл Афанасьевич Кукин (1809—1883) — русский купец и государственный деятель, Московский городской голова в 1852—1855 годах, потомственный почётный гражданин.

## Биография
Родился в 1809 году.
Став купцом, торговал салом и овощами в Москве, Санкт-Петербурге и Риге. Был в 1843—1846 годах первоприсутствующим Сиротского суда, с 1853 по 1868 год — членом Московского отделения Коммерческого совета; также являлся депутатом от купечества в Комитете о рассмотрении сметы о приходах и расходах городской Шестигласной думы за 1860–1863 годы. Московский городской голова с января 1852 по 1855 год.
Занимался благотворительством: был в числе московских купцов, которые после Отечественной войны 1812 года выделили средства военнослужащим Бородинского полка, а также помогли продовольствием другим войскам; провели угощение ветеранов, проживающим в Измайловской богадельне. В 1853 году они собрали на построение в Киеве Соборного храма во имя Святого Равноапостольного князя Владимира. С началом Крымской войны это же московское купечество устроило угощение проходящих через Москву войск, которым воспользовались более 90 000 человек.
Кирилл Афанасьевич Кукин жил в Москве в собственном доме на Новинском валу, относился к приходу церкви св. Иоанна Предтечи в Кречетниках.
Умер 28 сентября 1883 года в Москве и похоронен в Новодевичьем монастыре. Был женат на Наталье Константиновне Куманиной (1809—1834), дочери бывшего в 1824—1828 годах Московского городского головы К. А. Куманина (1785—1852). У них был сын Константин (1830—1914).

## Звания и награды
Награждён орденами и медалями Российской империи.